# Cerveja Pedavena

A Cerveja Pedavena é uma cerveja de origem da região do Veneto na Itália, e tem esse nome devido a cidade onde se encontra a fábrica, Pedavena na província de Belluno.
Fundada em 1897 pelos irmãos Luciani, em 1974 a fábrica é comprada pela empresa Heineken, que no mês de Setembro de 2004, decide o fechamento da fábrica em Pedavena. Ao seguir dessa decisão os trabalhadores da fábrica fizeram um abaixo assinado para evitar o fechamento da mesma, unindo-se também com os maiores sindicatos, o Prefeito de Pedavena e uma personalidade como Beppe Grillo. Depois da entrega de mais de 54.000 assinaturas e ao interessamento até mesmo do Parlamento Europeu, os trabalhadores juntos como todos os cidadãos de Pedavena conseguiram, em 10 de Janeiro de 2006 a reabertura da fábrica. A partir da mesma data a Cerveja Pedavena passa a ser de propriedade do grupo Cerveja Castello S.p.A. com sede na cidade de Udine e retoma a ser uma cervejaria 100% italiana.

## As Origens
A Fábrica de Cerveja Pedavena nasce em 1897, através das mãos dos irmãos Luciani, Sante, Luigi e Giovanni, originários de Forno di Canale hoje Canale d'Agordo, uma pequena fração de cidade na província de Belluno, filhos de Albino Luciani. Nos primeiros dez anos de atividade, os níveis de produção da cerveja foram sempre crescendo. Nos anos da Grande Guerra foi um duro golpe na Fábrica de Cerveja Pedavena: foi assaltada de tal modo que restaram somente as paredes.
Em 1918 os irmãos Luciani retornaram a Pedavena e começando o processo de reconstrução da fábrica. Na primavera de 1920 a produção chegou a atingir 200.000 litros. Nos anos seguintes o grupo conquistou uma posição entre os primeiros lugares a nível nacional. Em 1922 foi fundada a "Malteria" (um tipo de cerveja), em 1925 o grupo fundou o "Bovis", empresa do setor alimentar que produzia um tempero, extrato da fermentação da cerveja, rico em propriedades nutritivas e vitamínicas.
Do ponto de vista produtivo uma iniciativa importante foi terminada em 1929, com a ativação, sob o rio Colmeda em uma vale chamada Val di Faont, aos pés do Monte Pedavena, de uma central hidro-elética. O passo decisivo, acontece com o incorporamento, em 1928 da Fábrica de Cerveja Dreher da cidade de Triste, da Cerveja Venezia e de outras cervejarias. Nos anos seguintes alternaram-se períodos difíceis com o início da Segunda Guerra Mundial.
Com o final da Segunda Guerra Mundial, foi marcado por uma intensa atividade de reconstrução, foi construída uma magnífica sala de fermentação, que ainda hoje pode-se admirar, completada com mosaicos e cerâmica que com o passar de sessenta anos ainda conserva o seu esplendor, representando uma imagem de mestres cervejeiros trabalhando na produção artesanal da cerveja. Foi ampliada também a grande cervejaria colegada à fábrica, integrada com a abertura de um parque zoo.
Um grande passo foi dado no âmbito do incentivo e desenvolvimento da formação técnica de profissional dos empregados, com a criação de um Curso Profissional de Mestre Cervejeiro, com sede na cidade de Feltre na província de Belluno. A expansão da fábrica teve uma grande ajuda das condições favoráveis de mercado. O crescimento econômico depois da guerra, o aumento geral da renda, o processo de urbanização, industrialização, todos esses fatores levaram à uma decisiva mudança na estrutura do consumo familiar, e então, de maior consumo deste tipo de bebida.

## A Passagem Para a Heineken
Algumas dificuldades começaram entre o final dos anos 60' e 1974. Problemas de gestão e agitação social causaram uma drástica reorganização da empresa, até mergulhar na crise de início dos anos 70' que provocou a inevitável queda da sociedade a por fim a venda da fábrica por parte da família Luciani para a multinacional Heineken.
A Heineken optou por adaptar a empresa para um novo padrão, investindo no mercado internacional e global, reorganização produtiva, otimização dos fornecedores e cortes na gestão, mas ao mesmo tempo uma política de expansão. Sendo ajudada pela modernização na gestão da contabilidade, um melhoramento da rede de distribuição e a modernização das estruturas de produtivas. A fábrica de Pedavena soube repagar o grupo Heineken, conseguindo diversos prêmios e reconhecimentos pela qualidade do produto e alcançando interessantes resultados organizativos.

## Cerveja Pedavena na Justiça
Em 22 Setembro de 2004 a  Heineken anunciou as organizações sindicais e as administrações locais a intenção de fechar a fábrica de Pedavena. A notícia provocou uma rápida e grande mobilização dos trabalhadores e também de toda a população local e dos políticos, dando vida a numerosas iniciativas.das 17 mil assinaturas da população local chegaram à difusão do problema usando as novas tecnologias de comunicação, graças à um eficaz site internet realizado pelos trabalhadores, foram recolhidas 27.202 assinaturas à favor da venda da fábrica.
No fim de 2004 um acordo entre as organizações sindicais e a Heineken adiou o fechamento para Setembro de 2005: a multinacional se demonstrou disponível em vender a fábrica e da Cervejaria Pedavena.
No ano de 2005 foi um ano de acontecimentos importantes, tanto em nível político, quanto social: o nascimento do Comitado Cervejaria Pedavena, com a finalidade de apoiar a causa da cervejaria, a ajuda de personagens do espetáculo como Beppe Grillo, a intensa distribuição de panfletos durante a feira Planeta Cerveja na cidade de Rimini na Itália, a realização de dois livros sobre o caso, uma manifestação de arte em defesa da fábrica, a participação na Regata Histórica de Veneza e muitas outras atividades.
Mesmo com o anúncio do fechamento da fábrica, a Cerveja Pedavena ainda recebia reconhecimentos internacionais pela qualidade do produto.

## A Resolução do Caso
Em Setembro de 2005 um grupo de empreendedores venetos e friulianos se demonstraram interessados na compra da fábrica. No dia 30 de Setembro do mesmo ano a sirene da Cervejaria Pedavena, que por mais de um século era um som reconhecido e orgulhoso de população local, tocou pela última vez, as 16:00. A fábrica de cerveja Pedavena, fundada em 1897 pelos irmãos Luciani, fechava as portas. mas em 11 de Janeiro de 2006, depois de muitas dificuldades, intensos encontros no Ministério, mobilizações da parte dos trabalhadores e da comunidade, chega a notícia tanto esperada: a Heineken tinha vendido a Fábrica de cerveja Pedavena para a Cerveja Castello de San Giorgio di Nogaro na província de Udine na Itália.
Estes últimos acontecimentos, que pertencem à um passado não muito distante, testemunham a forte raíz da empresa no território, a intensa ligação com a população local: o fruto de uma história de mais de um século, alimentada por uma paixão comum.

## Característica da Cerveja
É uma cerveja de teor alcoólico de 5%. Caracterizada por um gosto equilibrado e harmonioso com um leve gosto de lúpulo, com uma espuma cremosa e uma brilhante cor dourada.
É produzida exclusivamente com água mineral dos montes Porcilla e Oliveto, aos pés das Dolomitas Belluneses.
É disponível em várias formas de 33 cl, 50 cl e 5 litros.

## Outras cervejas
- Em ocasião do centenário da fundação da fábrica é produzida uma cerveja especial de tipo Lager, não filtrada, com teor alcoólico de 4.1% com baixa fermentação.
- Muito parecida com a cerveja do centenário é a cerveja Pedavena "Prima Cotta", que prevê duas fermentações diferentes, na qual a segunda acontece á uma temperatura baixa e com um tempo muito longo.
- Um outra cerveja produzida pela cervejaria di Pedavena é a "Cerveja das Festas", uma cerveja duplo malto produzida á baixa fermentação, com um alto teor alcoólico de 7,1% com uma cor âmbrada.